# 头部相关传输函数

HRTFs 的左右耳 (表達為 HRIRs)

頭部相關傳輸函數（Head Related Transfer Functions，缩写：HRTF）又稱為ATF（anatomical transfer function），是一種音效定位演算法。
HRTF是一組濾波器，即利用HD ITD（Interaural Time Delay）、IAD（Interaural Amplitude Difference）和耳廓頻率振動等技術產生立體音效，使聲音傳遞至人耳內的耳廓，耳道和鼓膜時，聆聽者會有環繞音效之感覺。透過DSP，HRTF可實時處理虛擬世界的音源。

## 参阅
- 人头录音